# Simeon Bekbulatovič
Simeon Bekbulatovič (in russo Симеон Бекбулатович?; ... – Mosca, 5 gennaio 1616) era un tataro, khan di Qasim (il suo vero nome era Sain-Bulat, Саин-Булат) nominato da Ivan IV di Russia Gran Principe di Mosca dal 1574 al 1576.
Nel 1574, nel periodo dell'Opričnina, Ivan IV lascia Mosca dopo aver fatto giustiziare numerosi boiardi e si ritira nel suo palazzo ad Aleksandrov, nominando Simeon Bekbulatovič sovrano della Moscovia. Due anni dopo si riprende il titolo e nomina Simeon signore di Tver' e Toržok, dandogli in sposa sua cugina.
Nel 1598, il nuovo zar di Russia Boris Godunov lo caccia da corte, mentre nel 1606 lo zar Falso Dimitri lo esilia nel monastero di San Cirillo di Beloozero, dove muore nel 1616.